# Тарасівка (Кагарлицька міська громада)
Тара́сівка — село в Україні, в Обухівському районі Київської області. Населення становить 59 осіб.